# 上海体育大学

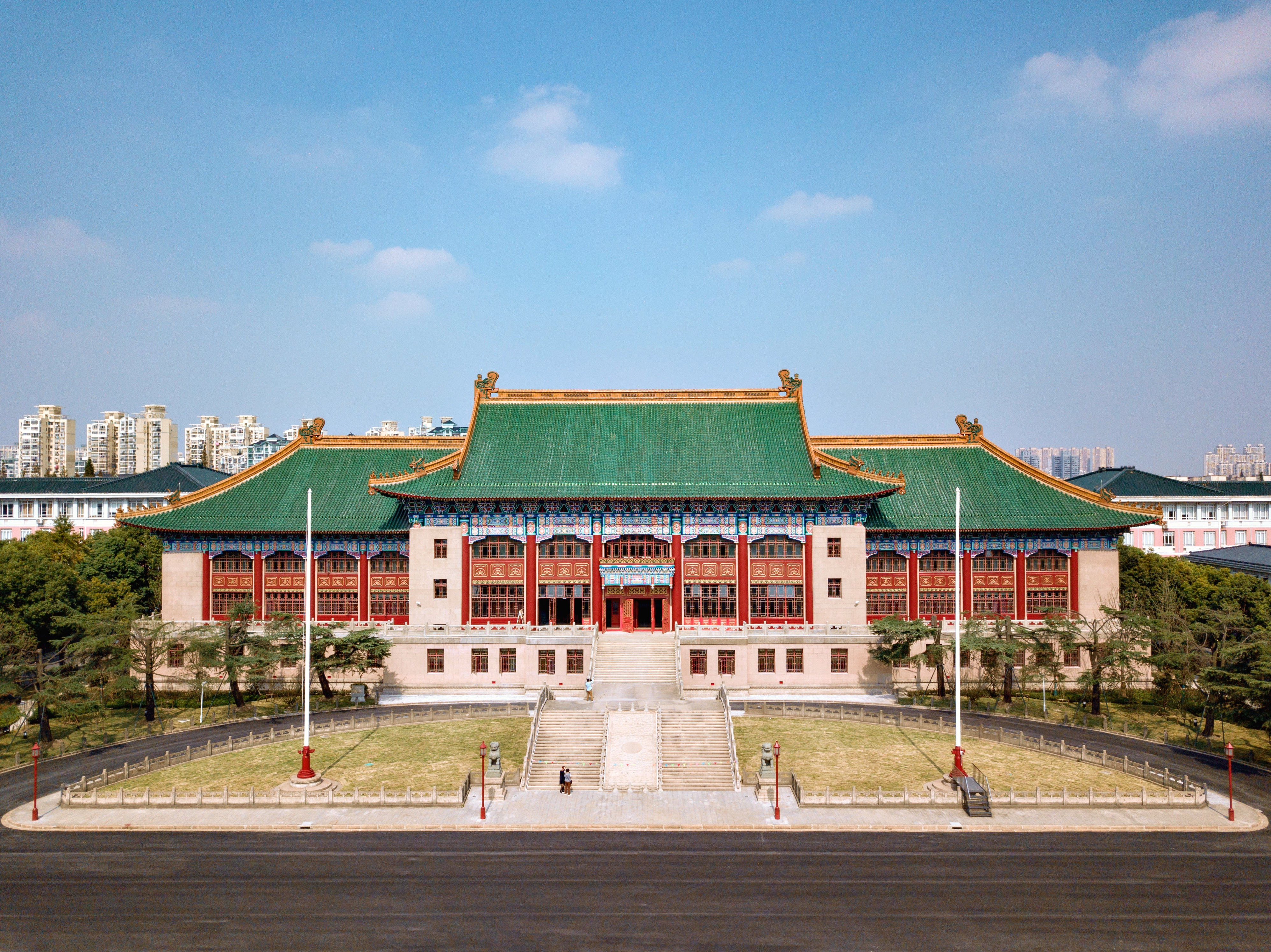
上海体育大学正面

上海体育大学是中华人民共和国成立后创建的第一所体育高等学府，始于1952年。
上海体育大学原直属国家体育总局，现为中国国家体育总局和上海市人民政府共建。目前拥有体育理论、运动生物力学、武术、足球、体操、重竞技等国家体育总局重点学科，运动人体科学和体育人文社会学等上海市教委重点学科。根据2018年上海软科发布的体育科学院校与部门榜单，该校位列亚洲第一，世界51－100位。

## 历史沿革
1952年11月8日，由华东师范大学、南京大学和金陵女子大学等院校的体育系科合并组建华东体育学院；1956年2月，改称上海体育学院；1972年5月并入华东师范大学，1978年复校；2002年10月，上海运动技术学院、上海体育科学研究所并入，组建为新的上海体育学院。
2017年9月21日，中华人民共和国教育部、财政部、国家发展改革委发布了《教育部 财政部 国家发展改革委关于公布世界一流大学和一流学科建设高校及建设学科名单的通知》，上海体育学院体育学入选“双一流”建设学科名单。
2018年7月20日，上海体育学院与上海体育职业学院实质性合并工作启动。2020年5月11日，中华人民共和国教育部同意备案，正式撤销上海体育职业学院。合并后，原上海体育职业学院改为上海体育学院徐汇校区。
2023年5月22日，中华人民共和国教育部发展规划司公示拟同意设置本科高等学校名单，其中上海体育学院将更名为上海体育大学。 6月6日，教育部致函上海市人民政府，同意上海体育学院更名为上海体育大学。

## 历任领导

### 党委书记
1. 范鸿恩：1958年4月－1966年6月/1978年6月－1984年4月
2. 吴宗华：1984年4月－1987年2月
3. 马如棠：1987年12月－1994年7月
4. 胡爱本：1994年7月－2002年9月
5. 于信汇：2002年9月－2005年6月
6. 虞丽娟：2005年6月－2010年6月
7. 戴健：2010年6月－2018年1月
8. 李崟：2018年1月－[6]

### 校长
1. 吴蕴瑞：1952年11月－1966年6月
2. 章钜林：1978年8月－1984年4月
3. 陈安槐：1984年4月－1992年1月
4. 俞继英：1992年2月－2002年9月
5. 姚颂平：2002年10月－2009年8月
6. 章建成：2009年8月－2013年10月
7. 陈佩杰：2013年10月－2023年1月
8. 毛丽娟：2023年1月－

## 内设机构

### 教学单位
- 中国乒乓球学院（国际乒联博物馆、中国乒乓球博物馆）
- 马克思主义学院
- 体育教育学院
- 竞技运动学院（附属竞技体育学校、附属体育职业技术学院）
- 武术学院（中国武术博物馆）
- 新闻与传播学院
- 运动健康学院
- 经济管理学院
- 心理学院
- 艺术学院
- 交叉科学研究院（筹）

### 直属机构
- 期刊中心
- 图书馆
- 档案馆（校史馆）
- 继续教育学院（教育培训中心）
- 创新创业学院

### 中心基地
- 全国羽毛球培训中心
- 中国乒乓球协会培训中心
- 国家级社会体育指导员培训中心
- 国家体育总局武术运动管理中心
- 国家体育总局武术科研基地
- 上海市重竞技运动训练中心

## 知名校友
- 王晨：羽毛球运动员。
- 邹市明：拳击运动员。